# 李資謙
李 資謙（り しけん、イ・チャギョム、生年不明 - 1126年）は、高麗の政治家。本貫は仁川李氏。

## 人物
仁川李氏は第11代文宗から第17代仁宗まで高麗王の外戚として政権をとった家柄で、彼自身も第16代睿宗に次女を嫁がせ門下侍中となり、外祖父として仁宗を擁立した。知軍国事と称して宋に独自の外交使節を派遣し、軍事、国政を壟断し、さらには「十八子圖讖説」（「十八子」は「李」の破字で、李姓による易姓革命を意味する）という俗説を信じ、王位を伺ったことで、次第に仁宗と対立するようになった。仁宗4年（1126年）2月、李資謙一党を排除する計画が失敗したのち、王宮を焼かれ軟禁された仁宗は、李資謙に譲位の意を表わした（李資謙の乱）。そのため彼は仁宗毒殺を企てたが、与党の拓俊京や李公寿、金仁存等が寝返ったことで劣勢となり、政権から放逐され、全羅道霊光に配流され、病死した。